# Simpsonovi (25. řada)
Dvacátá pátá řada amerického animovaného seriálu Simpsonovi je pokračování dvacáté čtvrté řady tohoto seriálu. Byla premiérově vysílána na americké televizní stanici Fox od 29. září 2013 do 18. května 2014. Řada má celkem 22 dílů.
V Česku pak tato řada měla premiéru od 1. května 2014 na stanici Prima Cool. Ta seriál vysílala do června v dvoudílných blocích s týdenním odstupem a posledních šest dílů uvedla mimořádně až 1. ledna 2015 formou novoročního maratonu.

## Seznam dílů
Přehled dílů uvedených v rámci této řady seriálu:
| Č. v seriálu | Č. v řadě | Původní název                         | Český název                         | Režie             | Scénář                             | Premiéra v USA     | Premiéra v ČR   | Produkční kód |
| ------------ | --------- | ------------------------------------- | ----------------------------------- | ----------------- | ---------------------------------- | ------------------ | --------------- | ------------- |
| 531          | 1         | Homerland                             | Homerland                           | Bob Anderson      | Stephanie Gillisová                | 29. září 2013      | 1. května 2014  | RABF20        |
| 532          | 2         | Treehouse of Horror XXIV              | Speciální čarodějnický díl XXIV     | Rob Oliver        | Jeff Westbrook                     | 6. října 2013      | 1. května 2014  | RABF16        |
| 533          | 3         | Four Regrettings and a Funeral        | Čtyři chyby a jeden pohřeb          | Mark Kirkland     | Marc Wilmore                       | 3. listopadu 2013  | 8. května 2014  | RABF18        |
| 534          | 4         | YOLO                                  | Žiješ jen jednou                    | Michael Polcino   | Michael Nobori                     | 10. listopadu 2013 | 8. května 2014  | RABF22        |
| 535          | 5         | Labor Pains                           | Novorozeně                          | Matthew Faughnan  | Don Payne a Mitchell H. Glazer     | 17. listopadu 2013 | 15. května 2014 | RABF19        |
| 536          | 6         | The Kid Is All Right                  | Školní lavice a pravice             | Mark Kirkland     | Tim Long                           | 24. listopadu 2013 | 15. května 2014 | SABF02        |
| 537          | 7         | Yellow Subterfuge                     | Žlutá pomsta                        | Bob Anderson      | Joel H. Cohen                      | 8. prosince 2013   | 22. května 2014 | SABF04        |
| 538          | 8         | White Christmas Blues                 | Vzpomínky na bílé Vánoce            | Steven Dean Moore | Don Payne                          | 15. prosince 2013  | 22. května 2014 | SABF01        |
| 539          | 9         | Steal This Episode                    | Piráti ze Springfieldu              | Matthew Nastuk    | J. Stewart Burns                   | 5. ledna 2014      | 29. května 2014 | SABF05        |
| 540          | 10        | Married to the Blob                   | Můj muž je Komiksák                 | Chris Clements    | Tim Long                           | 12. ledna 2014     | 29. května 2014 | SABF03        |
| 541          | 11        | Specs and the City                    | Vševidoucí brýle                    | Lance Kramer      | Brian Kelley                       | 26. ledna 2014     | 5. června 2014  | SABF06        |
| 542          | 12        | Diggs                                 | Úlet s Diggsem                      | Michael Polcino   | Dan Greaney a Allen Glazier        | 9. března 2014     | 5. června 2014  | SABF08        |
| 543          | 13        | The Man Who Grew Too Much             | Muž, který modifikoval příliš mnoho | Matthew Schofield | Jeff Westbrook                     | 9. března 2014     | 12. června 2014 | SABF07        |
| 544          | 14        | The Winter of His Content             | Zima jeho spokojenosti              | Chuck Sheetz      | Kevin Curran                       | 16. března 2014    | 12. června 2014 | SABF09        |
| 545          | 15        | The War of Art                        | Válka umění                         | Steven Dean Moore | Rob LaZebnik                       | 23. března 2014    | 19. června 2014 | SABF10        |
| 546          | 16        | You Don't Have to Live Like a Referee | Rozhodčí je Homer                   | Mark Kirkland     | Michael Price                      | 30. března 2014    | 19. června 2014 | SABF11        |
| 547          | 17        | Luca$                                 | Jedlík Lucas                        | Chris Clements    | Carolyn Omineová                   | 6. dubna 2014      | 1. ledna 2015   | SABF12        |
| 548          | 18        | Days of Future Future                 | Budoucí budoucnost                  | Bob Anderson      | J. Stewart Burns                   | 13. dubna 2014     | 1. ledna 2015   | SABF13        |
| 549          | 19        | What to Expect When Bart's Expecting  | Co čekat, když Bart čeká            | Matthew Nastuk    | John Frink                         | 27. dubna 2014     | 1. ledna 2015   | SABF14        |
| 550          | 20        | Brick Like Me                         | Život v kostce                      | Matthew Nastuk    | Brian Kelley                       | 4. května 2014     | 1. ledna 2015   | RABF21        |
| 551          | 21        | Pay Pal                               | Přátelství za všechny peníze        | Michael Polcino   | David H. Steinberg                 | 11. května 2014    | 1. ledna 2015   | SABF15        |
| 552          | 22        | The Yellow Badge of Cowardge          | Žlutá medaile za zbabělost          | Timothy Bailey    | Billy Kimball a Ian Maxtone-Graham | 18. května 2014    | 1. ledna 2015   | SABF18        |

## Zajímavosti
- V této řadě účinkují herci jako například Stan Lee, Elisabeth Mossová, Gordon Ramsay, Eva Longoria, Daniel Radcliffe, Kristen Wiigová, Billy West, Katey Sagal a Zach Galifianakis.
- Díly Vzpomínky na bílé Vánoce a Novorozeně napsal producent seriálu Don Payne, který v březnu 2013 zemřel.
- V dílu Můj muž je Komiksák přichází do děje nová postava Kumiko, se kterou se ožení komiksák.
- Protože zemřela herečka Marcia Wallaceová, která dabovala postavu Ednu Krabappelovou,[5] opustila Edna seriál a v následující 26. řadě se již neobjeví. V úvodu dílu nazvaného Čtyři chyby a jeden pohřeb napsal Bart na školní tabuli: „Budete nám chybět, paní K.“[6][7]
- Vrací se Kelsey Grammer jako Levák Bob, a to v dílu Muž, který modifikoval příliš mnoho, tentokrát jako chemický vědec.
- Díl Život v kostce je celá ze světa Lega, Lego obyvatelé Springfieldu se vyskytli v 550. dílu.